# Réserve naturelle de Langøya
La réserve naturelle de Langøya  est une réserve naturelle norvégienne qui est située dans le municipalité de Holmestrand, dans le comté de Vestfold.

## Description
La réserve naturelle de 0,215 km2 a été créée en 1988 sur la côte est de l'île de Langøya.

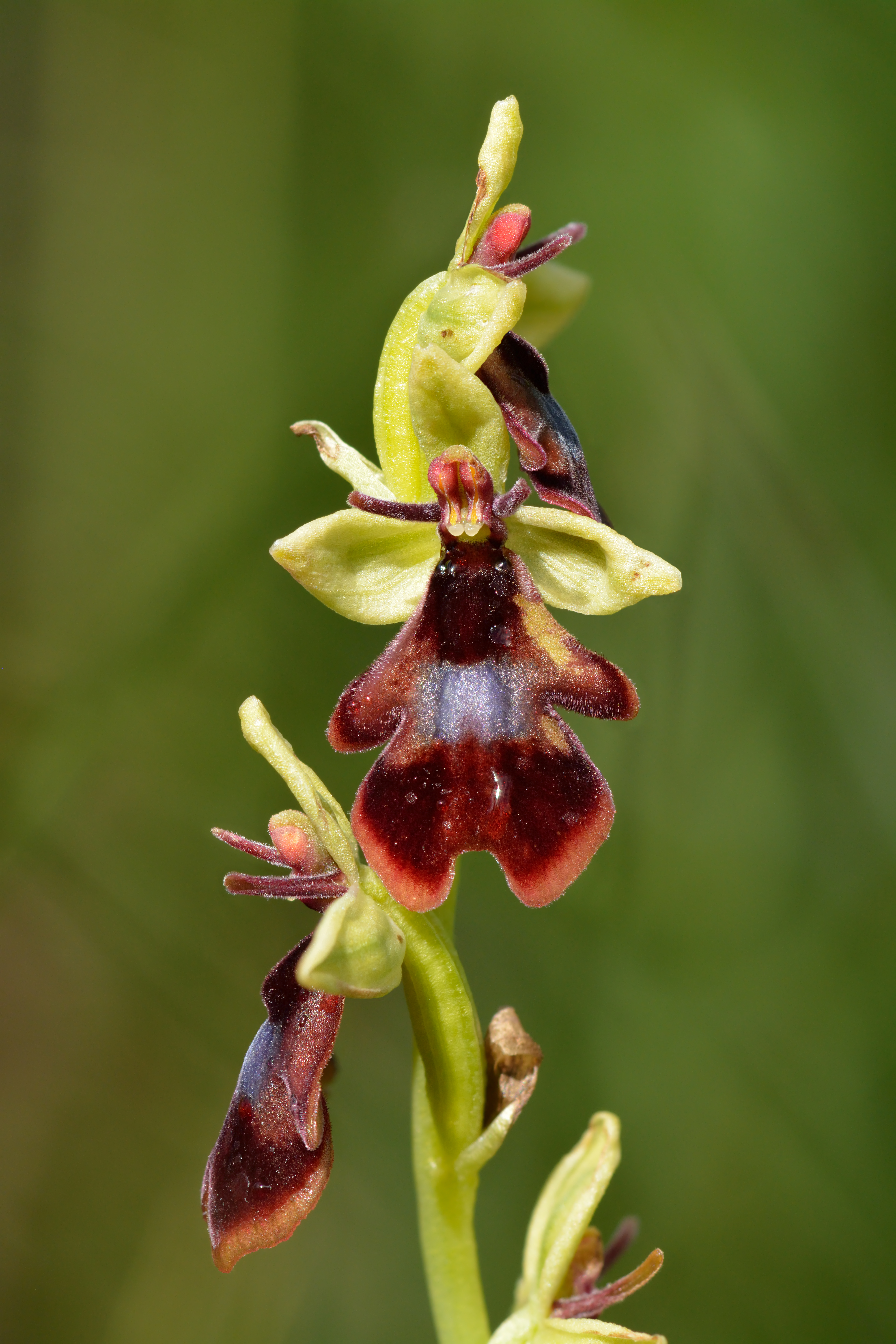
Ophrys mouche

Les coquilles de millions d'animaux marins morts (de 80 espèces différentes) ont créé Langøya il y a 300 à 400 millions d'années. Il y a 5 500 ans, l'île émergeait de la mer. Aujourd'hui, Langøya fournit des informations importantes sur les roches fossilifères du rift d'Oslo. L'île contient des restes de forêt de pins calcaires et plusieurs plantes rares. On y trouve à la fois l'orchidée Ophrys mouche et le gui, deux espèces protégées. Plus de 300 espèces végétales et 600 espèces de papillons ont été trouvées sur Langøya.
Les plus anciennes carrières du nord de l'île étaient exploitées à la main et à la brouette. Ceux-ci sont en train de retrouver leur végétation naturelle. La forêt de pins calcaires  y pousse à nouveau. Tout au plus, plus d'une centaine de personnes vivaient sur Langøya, et l'île avait sa propre école jusqu'en 1956. Pendant longtemps, la carrière de calcaire avait son propre chemin de fer qui transportait le calcaire de la carrière à l'usine de concassage.
Le but de la conservation est de protéger une localité importante pour comprendre les roches fossilifères du rift d'Oslo avec la végétation calcaire associée.